# El Platanar, Chiapas
El Platanar är en ort i Mexiko.   Den ligger i kommunen Cacahoatán och delstaten Chiapas, i den sydöstra delen av landet, 900 km sydost om huvudstaden Mexico City. El Platanar ligger 1 268 meter över havet och antalet invånare är 747.
Terrängen runt El Platanar är kuperad åt sydväst, men åt nordost är den bergig. Runt El Platanar är det ganska tätbefolkat, med 179 invånare per kvadratkilometer. Närmaste större samhälle är Cacahoatán, 10,2 km söder om El Platanar. I omgivningarna runt El Platanar växer i huvudsak städsegrön lövskog.